# Christian Anderl
Christian Anderl (* 1. März 1975 in Gmünd) ist ein österreichischer Fotograf und Videoproduzent/Filmemacher und ehemaliger Radiomoderator.
Christian Anderl erwarb einen Abschluss an der Hotelfachschule in Krems an der Donau. Nach Saisonarbeit, gefolgt vom Wehrdienst durchlief er eine Ausbildung zum Bautechnischen Zeichner bis zum Projektleiter in einem Architekturbüro. Er interessierte sich für Fotografie und Grafikdesign und war beim Privatradio (RadioW4) in der Morningshow tätig.
Anschließend wechselte er zum Sender Ö3, wo er von 2000 bis 2012 diverse Sendungen moderierte, unter anderem Studio A – die Film- und Fernsehshow.
Von Anfang 2006 bis Anfang 2009 moderierte Christian Anderl den Ö3-Wecker am Wochenende einmal monatlich die Vorabendsendung Ö3-Dabei – Die Info- und Serviceshow im Hitradio Ö3.
Nach seiner ersten Fotoausstellung in 2009 arbeitet er hauptberuflich als Fotograf und produziert Musikvideos.
Am 28. April 2012 moderierte er zum letzten Mal auf Ö3.
Nach seiner eigenen Hodenkrebsdiagnose porträtierte er im Oktober 2012 die Gesichter von über 50 österreichischen Prominenten mit Schnauzer für die international tätige Charityorganisation Movember. Die Fotos erschienen in Form eines Kalenders sowohl 2012 als auch 2013.
Seit Mai 2014 betreibt er die Fotografie Kursplattform Shootcamp.